# Altispinax
Altispinax is een geslacht van vleesetende theropode dinosauriërs.
Altispinax wordt meestal als een nomen dubium beschouwd, een naam die op zulk onvolledige vondsten betrekking heeft dat die niet onderscheiden kunnen worden van verwante vormen. Het geslacht werd in 1923 geschapen voor de al eerder benoemde typesoort Megalosaurus dunkeri Dames 1884 welke gebaseerd is op een enkele tand van een grote roofsauriër uit het vroege Krijt van Duitsland. De soort kreeg zo de nieuwe combinatienaam Altispinax dunkeri. Er werden toen ook drie wervels uit Engeland aan toegewezen maar naar huidige inzichten hebben die geen aantoonbaar verband met Altispinax dunkeri en ze zijn daarom als het aparte geslacht Becklespinax benoemd. De dinosauriër die in populair-wetenschappelijke boeken Altispinax genoemd wordt, is in feite Becklespinax. Behalve A. dunkeri zijn nog eens vier soorten binnen het geslacht Altispinax  benoemd maar die betreffen Becklespinax of de geslachten Valdoraptor en Metriacanthosaurus.

## Vondst en naamgeving

### Altispinax dunkeri

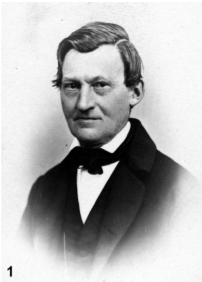
Wilhem Dunker die het enige bekende fossiel van Altispinax vond, een tand

Op 16 december 1884 benoemde en beschreef Wilhelm Barnim Dames op basis van één theropodentand de soort Megalosaurus Dunkeri. Dat gebeurde tijdens een voordracht en de naam werd in 1885 samen met de tekst van de lezing gepubliceerd; omdat dit in een jaarboek voor 1884 gebeurde wordt dat jaartal meestal als publicatiedatum aangehouden. Sommige bronnen beschouwen haar op dat moment als een nomen nudum wegens een vermeende ontoereikende beschrijving en vermelden als publicatiedatum 1887, toen de tand nog eens behandeld en nu ook afgebeeld werd in een werk door Ernst Koken, wat de soort tot een Megalosaurus dunkeri Dames vide Koken 1887 zou maken. De soortaanduiding eert de paleontoloog Wilhelm Dunker die de tand jaren tevoren in de hoofdkolenlaag van Obernkirchen, op de Deister, had aangetroffen en toevoegde aan de verzameling van de Universiteit van Marburg.
Het holotype, UM 84, is gevonden in een laag van de Obernkirchener Sandstein die dateert uit het Barremien, ruim 125 miljoen jaar oud. Het bestaat uit een maxillaire of dentaire tand.
Reeds in 1888 wees Richard Lydekker verschillende Britse fossiele theropodentanden en andere fragmentarische resten aan de soort toe. Daardoor werd het een verzamelnaam voor allerlei materiaal van grote theropoden uit het Krijt van Engeland. In 1923 creëerde Friedrich von Huene voor de soort het aparte genus Altispinax. De geslachtsnaam is afgeleid van het Latijnse altus, "hoog", en het Neolatijn spinax, "stekelig". De naam verwijst naar de hoge doornuitsteeksels van een reeks wervels uit Engeland, specimen BMNH R1828, die von Huene aan de soort toewees. Opmerkelijk is dat von Huene zelf niet de combinatie Altispinax dunkeri gebruikte; dat deed pas Oskar Kuhn in 1939. Hieruit zijn verschillende foute conclusies getrokken. George Olshevsky meende in 1991 dat eerst Kuhn de typesoort vaststelde maar die was al gefixeerd doordat von Huene naar M. dunkeri verwees. Oliver Rauhut dacht in 2000 dat het feit dat von Huene in 1923 de tand helemaal niet vermeldde en het slechts over de wervels had, inhield dat de naam Altispinax alleen daar betrekking op had. Von Huenes toewijzing van de wervels aan M. dunkeri betekent echter dat het niet in zijn bedoeling kan hebben gelegen ze onmiddellijk als een aparte soort af te splitsen. Von Huene compliceerde de zaak nog verder door in 1926 Altispinax nog eens te benoemen, nu alleen voor de wervels en ook nog voorwaardelijk en ietwat tegenstrijdig voor het geval dat later zou blijken dat ze M. dunkeri vertegenwoordigden, en niet bijvoorbeeld M. bucklandii. Deze tweede benoeming is echter niet geldig, vanwege het enkele feit dat ze de tweede is. Haar voorwaardelijk karakter — hoewel die een benoeming op zich al ongeldig maakt — is dus ook niet, zoals wel verondersteld is, de reden dat de naam Altispinax niet alleen de wervels betreft. In 1928 werd M. dunkeri door Charles Depéret bij Streptospondylus ondergebracht, als een Streptospondylus dunkeri. Deze toewijzing wordt tegenwoordig niet correct geacht. In 2003 volgde José Ignacio Ruiz-Omeñaca Rauhut in diens opvatting dat de naam Altispinax op de wervels betrekking had en hernoemde de soort tot een Prodeinodon dunkeri. Het misverstand maakt deze naam irrelevant.
In het midden van de twintigste eeuw werd von Huenes interpretatie meestal kritiekloos gevolgd. De naam Altispinax werd dus gezien als een Britse dinosauriër met een hoge rugkam. Pas in 1988 wees Gregory S. Paul erop dat een verband tussen de tand en de wervels nooit kon worden aangetoond en hij benoemde die laatste daarom als een nieuwe soort van Acrocanthosaurus: Acrocanthosaurus? altispinax, welke dus verwarrend genoeg de geslachtsnaam van Altispinax als soortaanduiding heeft. Het verband met Acrocanthosaurus was echter al evenzeer dubieus, zoals Paul al meteen aangaf door een vraagteken aan de geslachtsnaam toe te voegen. Daarom schiep Olshevsky in 1991 het aparte geslacht Becklespinax met als soort Becklespinax altispinax. Tegenwoordig wordt deze naamgeving algemeen aanvaard maar tot in het begin van de eenentwintigste eeuw bleven veel onderzoekers de naam Altispinax dunkeri voor de wervels gebruiken; de weerstand om deze bekende soortnaam op te geven en de complexiteit van de naamgevingsgeschiedenis bleken lange tijd te grote hindernissen. Waar de experts dus al in verwarring waren, hoeft het niet te verbazen dat populair-wetenschappelijke boeken nog steeds de naam Altispinax gebruiken terwijl ze het eigenlijk over Becklespinax hebben.

### Verdere soorten
A. dunkeri was niet de enige soort die von Huene binnen het geslacht benoemde. Al in 1923 hernoemde hij Megalosaurus oweni Lydekker 1889, gebaseerd op de middenvoet BMNH R2559, tot een Altispinax oweni. In 1991 gaf Olshevsky deze soort het eigen geslacht Valdoraptor. In 1932 creëerde von Huene nog een soort toen hij Megalosaurus parkeri Huene 1923 hernoemde tot een Altispinax parkeri. Deze soort kreeg in 1964 het aparte geslacht Metriacanthosaurus.
Het misverstand dat von Huene in 1923 zelfs impliciet geen typesoort bepaald had, gecombineerd met het tweede misverstand dat de geslachtsnaam alleen op de wervels betrekking heeft, zou tot twee extra soortnamen binnen Altispinax leiden. Reeds Stephan Pickering maakte in 1984 deze denkfouten en poogde in 1995 alsnog het vermeende ontbreken van een soort te verhelpen door een Altispinax lydekkerhueneorum te benoemen, waarvan de soortaanduiding dus zowel Lydekker als von Huene eert. De naam is niet correct gepubliceerd en daarmee een nomen nudum. Omdat het holotype uit de wervels bestaat, is het geen jonger synoniem van Altispinax dunkeri maar van Becklespinax altispinax. Hetzelfde geldt voor de naam Altispinax altispinax die Rauhut in 2000 als nomen ex dissertatione schiep; deze werd in 2003 geldig benoemd maar is evenzeer overbodig.
In 1926 wees von Huene aan nog eens vijf Altispinax sp. materiaal toe. Het gaat om resten die geen aantoonbaar verband hebben met Altispinax dunkeri.
Een vingerkootje dat samen met de grote vondst aan Iguanodons in de doline "Cran du Midi" van Bernissart is gevonden, werd oorspronkelijk toegekend aan de soort Megalosaurus dunkeri Koken (1887) maar in latere literatuur ook wel aan de soort Altispinax dunkeri Dames (1884). Tegenwoordig verwijst het KBIN ervoor weer naar het geslacht Megalosaurus.

## Beschrijving
Aangezien de tand het enige fossiel is dat gefundeerd aan Altispinax toegeschreven kan worden, beperkt de beschikbare informatie over het taxon zich tot de kenmerken daarvan. Het holotype bestaat uit een tandkroon met een hoogte van zes centimeter en een basislengte van tweeëntwintig millimeter. De kroon lijkt vlak boven de tandkas afgebroken te zijn. De tand is matig gekromd en heeft kartelingen op de achterrand die tot aan de basis doorlopen; de voorrand is daarentegen glad. Dit werd door Dames als een duidelijk onderscheidend kenmerk gezien ten opzichte van M. bucklandii maar Lydekker meende dat het ook mogelijk was dat de voorste snijrand oorspronkelijk bovenaan wel vertandingen had die er echter afgesleten waren. Een ander onderscheid is de sterkere afplatting van de tand; die kan echter ook het resultaat zijn van compressie tijdens de fossilisering.
De grootte van de tand geeft ook een ruwe aanwijzing over de lichaamslengte van het dier. De kroon is ongeveer een derde langer dan de tand in de onderkaak van Megalosaurus bucklandii welke soort vaak op acht à negen meter lang geschat wordt. Een extrapolatie zou voor Altispinax dus een lengte van tien tot twaalf meter opleveren. Deze berekening is echter zeer onzeker omdat de positie van de tand in de kaken niet bekend is en evenmin de relatieve grootte van de tanden van Altispinax ten opzichte van de schedel. Daarbij geven nieuwere schattingen voor Megalosaurus bucklandii een grootte aan van maar zes meter. Wel is duidelijk dat Altispinax een vrij grote theropode moet zijn geweest.

## Fylogenie
Als een vermeende soort van Megalosaurus werd Altispinax vroeger onder de Megalosauridae gerekend en ook na 1923 was dit een gebruikelijke plaatsing. Gezien de ouderdom en herkomst is een behoren tot althans de Megalosauroidea waarschijnlijk. De vorm van de tand echter laat geen nauwere bepaling toe dan een zeer algemeen Neotheropoda.